# Lijst van Tsjechische hoofdwegen
Dit is een overzicht van Tsjechische hoofdwegen van de eerste klasse:
- 2 Praha – Říčany – Kutná Hora – Přelouč – Pardubice
- 3 Mirošovice – Čerčany – Benešov – Bystřice - Votice – Mezno // Tábor – Soběslav – Dráchov - Veselí nad Lužnicí – České Budějovice – Kaplice – Grensovergang Dolní Dvořiště (aansluiting Oostenrijkse 310)
- 4 Příbram - Milín - Lety - Nová Hospoda - Strakonice - Vimperk - Lenora - Grensovergang Strážný (aansluiting Duitse )
- 6 Nové Strašecí - Řevničov - 27 - Lubenec - Bochov - Karlovy Vary - Sokolov - Cheb - Grensovergang Pomezí nad Ohří (aansluiting Duitse )
- 7 Slaný - Louny - Postoloprty - 27 - Chomutov - Grensovergang Hora Svatého Šebestiána (aansluiting Duitse )
- 8 Lovosice - Bystřany - Teplice - Dubí - Grensovergang Cínovec (aansluiting Duitse )
- 9 Praha - Mělník - Česká Lípa - Nový Bor - Rumburk - Grensovergang Rumburk (aansluiting Duitse S148)
- 10 Turnov - Železný Brod - Tanvald - Na Mýtě - Grensovergang Harrachov (aansluiting Poolse 3)
- 11 Hradec Králové - Třebechovice pod Orebem - Častolovice - Týniště nad Orlicí - Vamberk - Žamberk - Jablonné nad Orlicí - Červená Voda - Bukovice - Bludov - Šumperk - Petrov nad Desnou - Bruntál - Opava - Ostrava - Havířov - Český Těšín - Třinec - Grensovergang Mosty u Jablunkova (aansluiting Slowaakse 11)
- 12 Praha - Český Brod - Kolín
- 13 Karlovy Vary - Ostrov - Klášterec nad Ohří - Chomutov - Most - Teplice - Chlumec - Děčín - Česká Kamenice - Nový Bor - Liberec - Frýdlant - Grensovergang Habartice (aansluiting Poolse 355)
- 14 Liberec - Jablonec nad Nisou - Tanvald // kruising Na Mýtě - Vrchlabí - Trutnov - Náchod - Rychnov nad Kněžnou - Vamberk - Ústí nad Orlicí - Česká Třebová - Opatovec
- 15 Most - Odolice - Kozly - Třebenice - Lovosice - Úštěk - Česká Lípa
- 16 Řevničov - Slaný - Velvary - 8 - Mělník - Mladá Boleslav - Sobotka - Jičín - Nová Paka - Trutnov - Grensovergang Královec (aansluiting Poolse 5)
- 17 Čáslav - Chrudim - Zámrsk
- 18 Rožmitál pod Třemšínem - Příbram - Votice
- 19 Plzeň - Rožmitál pod Třemšínem - Lety - Orlík nad Vltavou - Milevsko - Oltyně - Tábor - Chýnov - Pelhřimov // Havlíčkův Brod - Přibyslav - Žďár nad Sázavou - Nové Město na Moravě - Bystřice nad Pernštejnem - Boskovice
- 20 Karlovy Vary - Bečov nad Teplou - Toužim - Plzeň - Nepomuk - Blatná - Nová Hospoda - Písek - Protivín - Vodňany - České Budějovice
- 21 Grensovergang Vojtanov (aansluiting Duitse ) - Františkovy Lázně - Cheb - Mariánské Lázně - Planá - 5
- 22 Draženov - Domažlice - Kdyně - Klatovy - Horažďovice - Strakonice - Vodňany
- 23 Dráchov - Kardašova Řečice - Jindřichův Hradec - Jarošov nad Nežárkou - Telč - 38 - Třebíč - Náměšť nad Oslavou - Rosice - Brno
- 24 Veselí nad Lužnicí - Lomnice nad Lužnicí - Třeboň - Majdalena - Suchdol nad Lužnicí - Grensovergang Halámky (aansluiting Oostenrijkse 2)
- 25 Ostrov - Jáchymov - Grensovergang Boží Dar (aansluiting Duitse )
- 26 Plzeň - Stod - Staňkov - Horšovský Týn - Draženov - Grensovergang Folmava (aansluiting Duitse )
- 27 Dubí - Litvínov - Most - 7 - Žatec - 6 - Kralovice - Plzeň - Přeštice - Švihov - Klatovy - Železná Ruda - Grensovergang Železná Ruda (aansluiting Duitse )
- 28 Kozly - Odolice - Louny
- 29 Písek - Oltyně
- 30 Lovosice - Ústí nad Labem - Chlumec
- 31 Ring Hradec Králové
- 32 Poděbrady - Kopidlno - Jičín
- 33 Hradec Králové - Jaroměř - Náchod - Grensovergang Náchod (aansluiting Poolse 8)
- 34 České Budějovice - Třeboň - Jindřichův Hradec - Pelhřimov - Humpolec - Havlíčkův Brod - Hlinsko - Polička - Svitavy
- 35 Grensovergang Hrádek nad Nisou (aansluiting Duitse ) - Liberec // Turnov - Jičín - Hořice - Hradec Králové - Holice - Vysoké Mýto - Litomyšl - Svitavy - Moravská Třebová - Mohelnice // Lipník nad Bečvou - Hranice - Valašské Meziříčí - Rožnov pod Radhoštěm - Bumbálka - Grensovergang Bumbálka (aansluiting Slowaakse 18)
- 36 Chlumec nad Cidlinou - Lázně Bohdaneč - Pardubice - Sezemice - Holice - Borohrádek - Častolovice
- 37 Trutnov - Jaroměř // Hradec Králové - Pardubice - Chrudim - Slatiňany - Ždírec nad Doubravou - Žďár nad Sázavou - Velká Bíteš
- 38 Česká Lípa - Mladá Boleslav - Nymburk - Kolín - Čáslav - Golčův Jeníkov - Havlíčkův Brod - Jihlava - 23 - Moravské Budějovice - Znojmo - Grensovergang Hatě (aansluiting Oostenrijkse 303)
- 39 České Budějovice - Hořice na Šumavě - Černá v Pošumaví - Volary - Lenora
- 40 Mikulov - Břeclav
- 41 Brno - knooppunt Brno-jih
- 42 Ring Brno
- 43 Kuřim - Boskovice - Svitavy - Lanškroun - Bukovice // Červená Voda - Králíky - Grensovergang Dolní Lipka (aansluiting Poolse 33)
- 44 Mohelnice - Zábřeh - Bludov // Petrov nad Desnou - Jeseník - Mikulovice - Grensovergang Mikulovice (aansluiting Poolse 40)
- 45 Grensovergang Krnov (aansluiting Poolse 38) - Krnov - Bruntál - 46
- 46 Olomouc - Šternberk - 45 - Moravský Beroun - Opava - Grensovergang Sudice (aansluiting Poolse 916)
- 47 Mořice - Kroměříž - Hulín // Přerov - Lipník nad Bečvou // Bělotín - Fulnek - Bílovec - Ostrava
- 48 Bělotín - Nový Jičín - Příbor - Frýdek-Místek
- 49 Otrokovice - Zlín - Vizovice - Valašská Polanka // Horní Lideč - Grensovergang Střelná (aansluiting Slowaakse 49)
- 50 1 - Slavkov u Brna - Bučovice - Uherské Hradiště - Uherský Brod - Grensovergang Starý Hrozenkov (aansluiting Slowaakse 50)
- 51 Hodonín - Grensovergang Hodonín (aansluiting Slowaakse 51)
- 52 Pohořelice - Mikulov - Grensovergang Mikulov (aansluiting Oostenrijkse 7)
- 53 Znojmo - Pohořelice
- 54 Slavkov u Brna - Kyjov - Vracov - Bzenec - Veselí nad Moravou - Blatnice pod Svatým Antonínkem - Grensovergang Strání (aansluiting Slowaakse 54)
- 55 Olomouc - Přerov - Hulín - Otrokovice - Uherské Hradiště - Uherský Ostroh - Veselí nad Moravou - Strážnice - Sudoměřice - Hodonín - Břeclav - Grensovergang Břeclav (aansluiting Oostenrijkse 47)
- 56 Opava - Hlučín - Ostrava // Frýdek-Místek - Frýdlant nad Ostravicí - Bílá - Bumbálka
- 57 Grensovergang Bartultovice (aansuluiting Poolse 41) - Město Albrechtice - Krnov - Opava - Hradec nad Moravicí - Fulnek - Nový Jičín - Valašské Meziříčí - Vsetín - Valašská Polanka - Horní Lideč - Valašské Klobouky - Brumov-Bylnice - Grensovergang Vlárský průsmyk (aansuluiting Slowaakse 57)
- 58 Grensovergang Bohumín (aansuluiting Poolse 78) - Bohumín - Ostrava - Příbor - Frenštát pod Radhoštěm - Rožnov pod Radhoštěm
- 59 Ostrava - Orlová - Karviná
- 60 Jeseník - Lipová-lázně - Vápenná - Žulová - Javorník - Grensovergang Bílý Potok (aansluiting Poolse 382)
- 61 7 - Kladno - 6
- 62 Ústí nad Labem - Děčín - Grensovergang Hřensko (aansluiting Duitse )
- 64 Františkovy Lázně - Aš - Grensovergang Aš (aansluiting Duitse St2179)
- 65 Jablonec nad Nisou - 35
- 66 Milín - Příbram
- 67 Český Těšín - Chotěbuz - Karviná - Bohumín
- 68 Horní Tošanovice - Hnojník - Třinec
- 69 Vsetín - Vizovice
- 70 Sudoměřice - Grensovergang Sudoměřice (aansluiting Slowaakse 426)
- 71 Uherský Ostroh - Blatnice pod Svatým Antonínkem - Velká nad Veličkou - Grensovergang Velká nad Veličkou (aansluiting Slowaakse 499)